# Sojuz TMA-14M
Sojuz TMA-14M byla ruská kosmická loď řady Sojuz. Dne 25. září 2014 ji nosná raketa Sojuz-FG vynesla z kosmodromu Bajkonur na oběžnou dráhu Země, po několikahodinovém letu se Sojuz připojil k Mezinárodní vesmírné stanici (ISS), kam dopravil tři členy Expedice 41. Zůstal u ISS jako záchranná loď až do 11. března 2015, kdy se s ní stejná trojice kosmonautů vydala zpět na Zem, přistáli v Kazachstánu 12. března 2015.

## Posádka
Hlavní posádka:
- Alexandr Samokuťajev (2), velitel, Roskosmos (CPK)
- Jelena Serovová (1), palubní inženýr 1, Roskosmos (CPK)
- Barry Wilmore (2), palubní inženýr 2, NASA

V závorkách je uveden dosavadní počet letů do vesmíru včetně této mise.
Záložní posádka:
- Gennadij Padalka, Roskosmos (CPK)
- Michail Kornijenko, Roskosmos (CPK)
- Scott Kelly, NASA

## Průběh letu
Kosmická loď Sojuz TMA-14M nesená raketou Sojuz FG odstartovala z kosmodromu Bajkonur 25. září 2014 ve 20:25 UTC. Po dosažení oběžné dráhy se lodi nerozevřel jeden ze dvou solárních panelů, jinak však let i automatické spojení (26. září v 02:11 UTC) s Mezinárodní vesmírnou stanicí (ISS) proběhly bez potíží. Panel se otevřel nedlouho po spojení s ISS, v 02:50 UTC. Poté posádka Sojuzu přešla na stanici a zapojila se do práce Expedice 41.
Dne 11. března 2015 ve 22:44 UTC, se Samokuťajev, Serovová a Wilmore se Sojuzem TMA-14M odpojili od stanice ISS a 12. března 2015 v 02:07 UTC přistáli v kazašské stepi nedaleko od Džezkazganu; jejich let trval 167 dní, 5 hodin a 42 minut.